# Скелясті гори

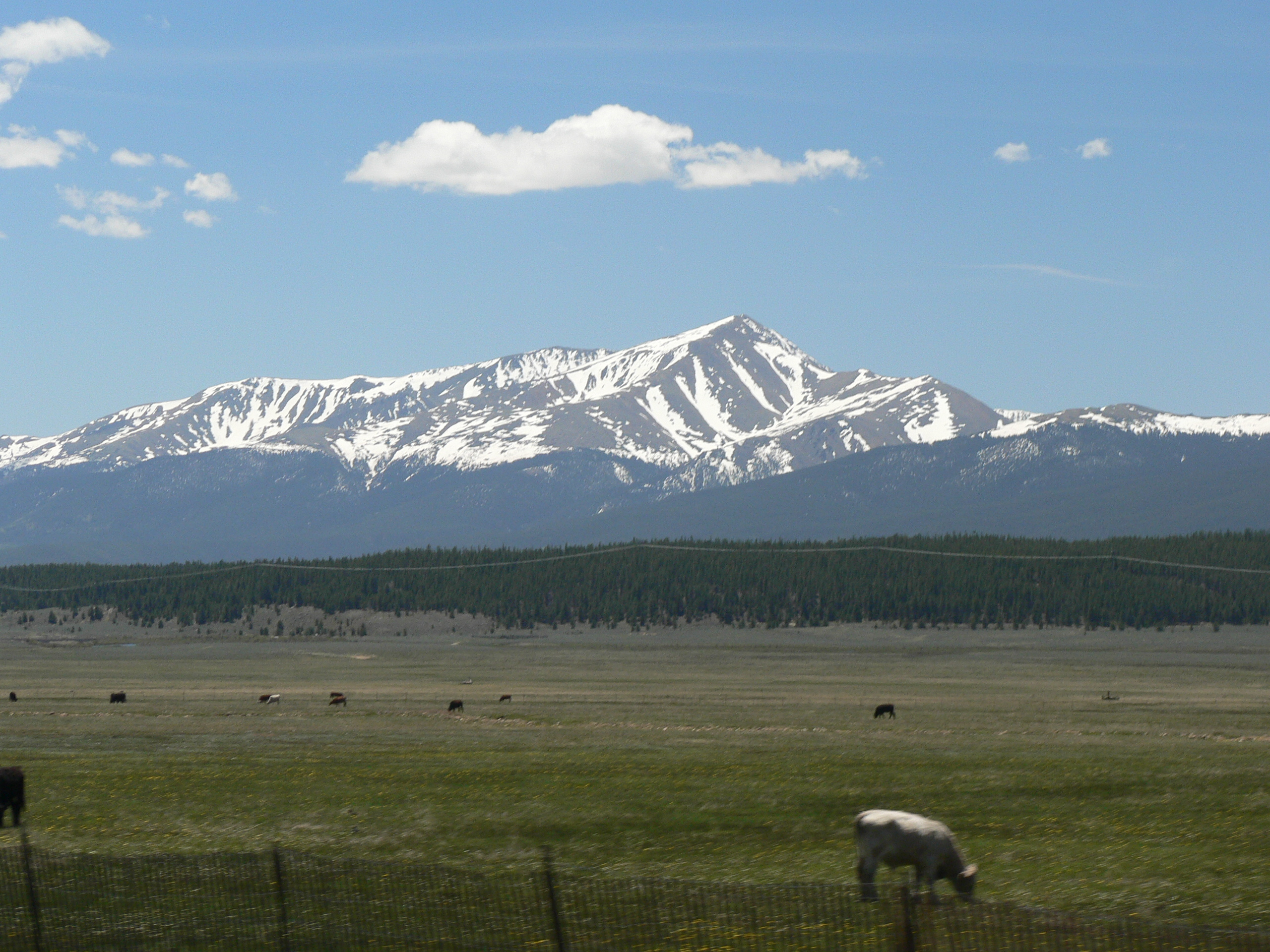
Гора Ельберт

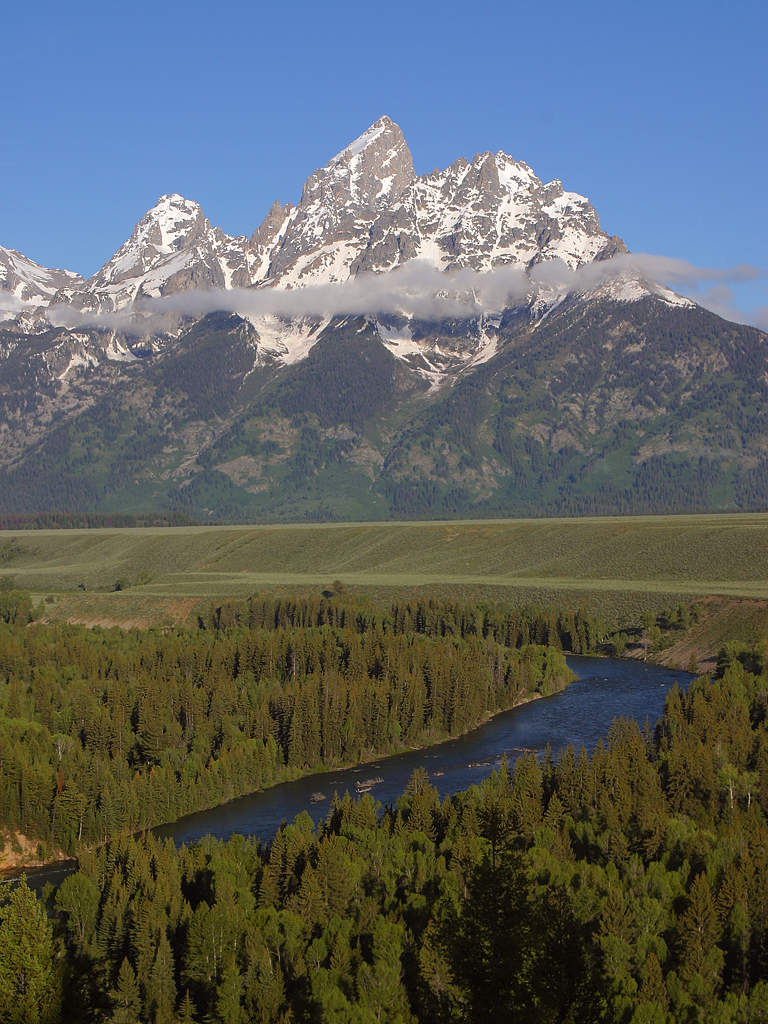
Хребет Тітон у парку Ґранд Тітон, Вайомінг

Скеля́сті гори (англ. Rocky Mountains) — велике гірське пасмо на заході Північної Америки, що становить східну частину Кордильєр у межах США та Канади.

## Загальний опис
Північні Скелясті гори — відносно компактні, гірські хребти складені переважно гранітами, висота до 3954 м (г. Робсон). Південні Скелясті гори — це короткі хребти, складені переважно пісковиками, глинистими сланцями, вапняками; висота до 4400 м (г. Ельберт — найвища точка Скелястих гір). Хребти розділені басейнами — «парками». Національний статус мають парки Джаспер, Банф, Його (Канада), Йєллоустоунський, Рокі-Маунтін (США).
Скелясті гори сформувалися в пізньому крейдяному періоді й палеогені. Вони пережили два великі етапи підняття, причому останній — у пліоцені, усього 2—3 млн років тому.
Розтягнувшись на 4800 кілометрів від провінції Британська Колумбія у Канаді до штату Нью-Мексико у Сполучених Штатах Америки, гори є вододілом басейнів Тихого і Атлантичного океанів. У Скелястих горах беруть початок річки Міссурі, Колорадо, Ріо-Гранде, Снейк, Арканзас і безліч інших. Ширина пасма гір до 700 км.
На півночі штату Монтана (США) виділяють Малі Скелясті гори (мовою чорноногих — Ма-кви-ис-стук-из — Вовчі гори) — локальні підняття відносно невеликої висоти.
Найвища вершина гора Ельберт знаходиться у штаті Колорадо; висота — 4400 метр над рівнем моря; у Канадських Скелястих горах — Гора Робсон висотою 3954 метри.

## Етимологія назви
Назву «Скеля́сті гори» (англ. Rocky Mountains) надав канадський першопроходець французького походження Pierre Gautier de Yarennes de la Verandrye, перетнувши річку Pierre Jaune (сьогодні це Єллоустон — Річка жовтого каменя) 1 січня 1743 року. Коли Александр Макензі перетнув гори в 1793, він перейменував їх «Кам'янисті гори» англ. Stoney Mountains. Оскільки гори простягались як і кавалькада поселенців, що рухалась на захід, та мали вигляд могутньої стіни наїжачених порід, у другій половині 19 століття, горам повернуто первісну назву.
Чорноногі звали ці гори Хребет світу.

## Геологія
Гірські породи, з яких складається північна частина Скелястих гір у провінціях Альберта і Британська Колумбія, — в основному палеозойські вапняки й сланці. У Вайомінгу й Колорадо більшість гір характерні тим, що в них ядра з граніту та інших магматичних порід, перекриті палеозойськими й мезозойськими осадовими породами.
Південні Скелясті гори, або «Скелясті гори США» складаються з коротких хребтів, складених пісковиками, глинистими сланцями, вапняками. Крім того, у центральній і південній частинах Скелястих гір широко представлені різноманітні вулканічні породи, зате на півночі цих гір вулканічних порід практично немає. Хребти розділені розлогими басейнами — «парками».
Є значні родовища молібдену, міді, золота, срібла, поліметалів, нафти, кам'яного вугілля.
Спостерігаються поствулканічні явища: гейзери, термальні джерела, а також землетруси.

## Клімат
У Скелястих горах типовий гірський клімат. Середня річна температура в долинах знаходиться в межах 6 °C. У липні, найтеплішому місяці, середня температура сягає 28 °C. У січні середня температура становить близько −14 °C, і це найхолодніший місяць у році. Середньорічна кількість опадів близько 360 мм.
В області Скелястих гір улітку зазвичай тепло і сухо, оскільки дощові хмари з заходу, затримуються гірським хребтом на його західній стороні. Середня температура літа становить 15 °C і середня кількість опадів близько 150 мм. Зими бувають багатосніжними та холодними, середня температура −2 °C, а середня товщина снігового покриву становить 29 см. Навесні середня температура 4 °C і з опадами у кількості 107 мм. Осінь приносить середню кількість опадів 66 мм і температуру близько 7 °C.

## Флора і фауна
Рослинність — переважно ліси, гірсько-тайгові на півночі та соснові на півдні. Висота границі лісу від 1500 м (на півночі) до 3600 м (на півдні), вище — альпійські луки та вічні сніги. У лісах виростають ялини, сосни і ялиці, в нижчих областях вони змішуються з березами і яворами. Велика частина гір арктичних широт вкрита карликовими березами. На тайговому ґрунті ростуть не тільки хвойні, але також і листяні дерева: берези, тополі й осики.
У долинах — степи та напівпустелі.
Високогірними тваринами тут є снігові кози, товстороги, лосі та лисиці. У розташованих нижче районах зустрічається бабак, заєць-біляк, чорнохвоста лугова собачка і койот.
Більшість птахів, що мешкають у Скелястих Горах, є перелітними. У літні місяці вони вигодовують тут пташенят. До них належать дрізд, лазурівка і колібрі, що живуть на східних схилах і в тропічних дощових лісах. Інші види — це трипалий дятел, біла куріпка, деякі види зябликів і різні сови, які мешкають тут протягом усього року.

## Історія освоєння людиною
З часу останнього зледеніння Скелясті гори — це територія проживання спершу палеоіндіанців, а згодом індіанських племен, зокрема апачі, арапахо, банноки, чорноногі, шайєнни, салиші, шошони, лакота, юти, секани та інші. Палеоіндіанці полювали на тепер вимерлих мамонта та стародавнього бізона (тварина на 20 % більша за сучасного бізона) на підніжжях гір та долинах. Як і сучасні племена, котрі згодом наслідували їх, палеоіндіанці ймовірно мігрували на рівнини восени та взимку, щоби полювати на бізонів, і в гори весною і влітку через рибу, оленів, вапітів, коріння і ягоди. Багато наукових доказів свідчать про те, що індіанці значною мірою впливали на чисельність ссавців, полюючи на них, і рослинний покрив через навмисне випалювання лісів.
Європейці вперше з'явилися на території Скелястих гір у 16 столітті. Іспанський дослідник Франсиско Васкес де Коронадо з групою солдат, місіонерів і африканських рабів ввійшов у регіон Скелястих гір з півдня у 1540 році. Поява коня, металевих виробів, рушниці, нових хвороб і різноманітних культур глибоко змінили культуру і спосіб життя корінних жителів. Американські індіанці були викоренені зі своїх історичних територій головно через епідемії, війни та постійні напади на їхню культуру.
У 1739 році французькі торговці хутром П'єр та Поль Маллет, подорожуючи через Великі рівнини, виявили ряд гір у верхів'ях річки Платт (англ. Platte River), які місцеві індіанські племена називали «Скелясті гори», та стали першими європейцями, що доповіли про цей до того часу невідомий гірський хребет.
Сер Александр Макензі (1764–1820) став першим європейцем, що перетнув Скелясті гори. Це відбулося в 1793 році. Він виявив верхів'я річки Фрейзер (англ. Fraser River) і досяг узбережжя Тихого океану у тій частині, що зараз є територією Канади 20 липня того ж року, завершивши перший зареєстрований трансконтинентальний перехід Північної Америки на північ від Мехіко. Він прибув до Белла-Кула (англ. Bella Coola) в Британській Колумбії, де вперше досяг моря в Саут-Бентінк-Арм (англ. South Bentinck Arm), яка є затокою у Тихому океані.
Експедиція Льюїса та Кларка (1804–1806) вважається першою науковою розвідкою Скелястих гір: зібрано зразки для сучасних ботаніків, зоологів і геологів. Експедиція, як говорили, проклала шлях до (і через) Скелястих гір для європейських-американців Сходу, хоча Льюїс та Кларк зустріли принаймні 11 європейсько-американських горців у час своїх подорожей [2].
Горці — в першу чергу французи, іспанці та британці — бродили Скелястими горами з 1720 по 1800 роки у пошуках родовищ корисних копалин та хутра. Хутро-торгова Північно-Західна Компанія заснувала факторію із назвою «Скелясті гори» як торговий пост у передгір'ях Скелястих гір, які нині находяться на території сучасної Альберти в 1799 році, а їх конкуренти, Компанія Гудзонової затоки створила неподалік факторію «Актон». Ці пости слугували основою для більшості діяльності європейців у канадських Скелястих горах на початку 19 століття. Серед них найбільш значущими були експедиції Девіда Томпсона, який мандрував вздовж річки Колумбія до Тихого океану. Під час його експедиції 1811 року, він став табором на місці злиття річок Колумбія та Снейк-Рівер і встановив там стовп і повідомлення, заявивши про права Великої Британії на місцевість і про намір Північно-Західної Компанії побудувати на цьому місці форт.
За англо-американської конвенції 1818 року, яка встановила 49-у північну паралель за міжнародний кордон на захід від Лісового озера (англ. Lake of the Woods) до «Кам'яних гір», Велика Британія й США погодилися із тим, що називалось «спільним володінням» землями далі на захід до Тихого океану. Резолюцією щодо територіальних та договірних питань, вирішення суперечки щодо Орегону, було перенесене на пізніше.
У 1819 році Іспанія поступилася Сполученим Штатам своїми правами на землі на північ від 42-ї паралелі, хоча ці права не включали володіння, а також включали зобов'язання перед Британією і Росією щодо їх претензій у тому ж регіоні.
Після 1802 року, американські торговці хутром і дослідники оголосили про першу широку присутність «білих» в Скелястих горах на південь від 49-ї паралелі. Найвідомішими з них були американці Вільям Генрі Ешлі (англ. William Henry Ashley), Джим Бріджер (англ. Jim Bridger), Кіт Карсон (англ. Kit Carson), Джон Колтер, Томас Фітцпатрік (англ. Thomas Fitzpatrick), Ендрю Генрі (англ. Andrew Henry), і Джедедая Сміт (англ. Jedediah Smith). 24 липня 1832, Бенджамін Бонневілль (англ. Benjamin Bonneville) очолив перший поїзд, що перетинав Скелясті гори через Вайомінгський Південний Прохід (англ. Wyoming's South Pass). Таким чином, після експедиції Маккензі 1793 року, пости торгівлі хутром були створені на захід від Північних Скелястих гір в районі північного внутрішнього плато Британської Колумбії, який став відомий як Нова Каледонія, починаючи з Форту Маклеод (англ. Fort McLeod) (нині громада Озера Маклеод (англ. community of McLeod Lake)) і Форт-Фрейзер (англ. Fort Fraser), та врешті зосереджені на посту Стюард Лейк (англ. Stuart Lake Post) (нині Форт Сент-Джеймс).
Переговори з Великою Британією протягом наступних десятиліть не привели до врегулювання претензій щодо кордону: Орегонська Суперечка стала більш важливою в геополітичній дипломатії між Британською імперією і молодою американською республікою. Спірне спільне володіння Великою Британією і США тривало до 15 червня 1846 року, коли, за Орегонським Договором, Англія поступилася своїми правами на цю землю.
У 1841 році Джеймс Сінклер (англ. James Sinclair), головний торговий агент Компанії Гудзонової затоки, привів приблизно 200 поселенців з колонії Червоної річки (англ. Red River Colony) на захід, щоб укріпити поселення навколо форту Ванкувер в спробі зберегти район Колумбія під владою Великої Британії. Загін перетнув Скелясті гори та увійшов в долину Колумбія (англ. Columbia Valley), область в западині Скелястих гір поблизу сучасного Редіум- Гот-Спрінґс (англ. Radium Hot Springs) у Британській Колумбії, потім вирушив на південь. Попри ці зусилля, в 1846 році, Велика Британія поступилася всіма правами на землі району Колумбія на південь від 49-й паралелі Сполученим Штатам. Це вирішення суперечки навколо кордону Орегону зафіксували в так званому Орегонському Договорі.
Починаючи з 1842 року через Скелясті гори пройшли тисячі переселенців. Мормони стали селитися біля Великого Солоного озера в 1847 році. З 1859 по 1864, в штатах Колорадо, Айдахо, Монтана, і в Британській Колумбії було виявлено золото, що спричинило кілька золотих лихоманок. Тоді в ці краї прибували тисячі старателів і шахтарів, щоб досліджувати всі гори та ущелини. Вони також створили першу значну промисловість у Скелястих горах. За часи однієї тільки золотої лихоманки в Айдахо було видобуто більше золота, ніж за золоті лихоманки в Каліфорнії та Алясці разом взяті та вона відіграла важливу роль у фінансуванні Союзних Військ під час американської громадянської війни. У 1869 році було завершено будівництво Трансконтинентальної залізниці, а в 1872 році був створений перший національний парк у світі — Єллоустонський національний парк. Трансконтинентальну залізницю в Канаді було спочатку обіцяно збудувати в 1871 році, але з політичних причин її не було завершено навіть до 1885 року. Але врешті-решт вона була побудована і, після розгляду ряду інших маршрутів, пройшла через перевали Кікінґ-Горс (англ. Kicking Horse Pass) та Роджерс (англ. Rogers Pass). Завдяки завбачливості промоутерів залізниці, великі території канадських Скелястих гір були збережені як національні парки, такі як Джаспер, Ґлешер, Банф та Йохо, заклавши основи для індустрії туризму. Ґлешерський Національний парк у Монтані (англ. Glacier National Park) був створений з аналогічними намірами щодо туризму Північно-Тихоокеанською залізницею. Хоча поселенці заповнили долини та шахтарські містечка, охорона та збереження навколишнього середовища почали-таки укорінюватися. Президент США Гаррісон створив кілька лісових фондів в Скелястих горах в 1891–1892 рр. У 1905 році президент США Теодор Рузвельт розширив лісовий заповідник Медісін Бов (англ. Medicine Bow Forest Reserve), нині відомий як національний парк Рокі-Маунтін (англ. Rocky Mountain National Park). Економічний розвиток почався з шахт, лісового господарства, сільського господарства, і рекреації, а також сфери послуг яка їх супроводжувала. Намети та табори стали ранчо та фермами, форти та залізничні станції стали містечками, а деякі містечка стали містами.

## Промисловість та розвиток
Економічні ресурси в Скелястих горах різноманітні і численні. Мінерали, які можна знайти в Скелястих горах, включають значні поклади міді, золота, свинцю, молібдену, срібла, вольфраму та цинку. Вайомінгський басейн та кілька дрібніших областей містять значні запаси вугілля, природного газу, сланців та нафти. Наприклад, шахта Клімакс, розташована поблизу Ледвілла в штаті Колорадо, була найбільшим виробником молібдену у світі. Молібден використовується в жаростійких сталях в таких речах, як автомобілі й літаки. На шахті Клімакс було зайнято понад 3000 працівників. Шахта Кер д'Ален на північночі Айдахо добуває срібло, свинець та цинк. Найбільша вугільна шахта Канади знаходиться поблизу Ферні та Спарвуду в Британській Колумбії; також вугільні шахти існують поруч з Хінтоном в Альберті та в Північних Скелястих горах, що оточують Тамблер-Рідж в Британській Колумбії.

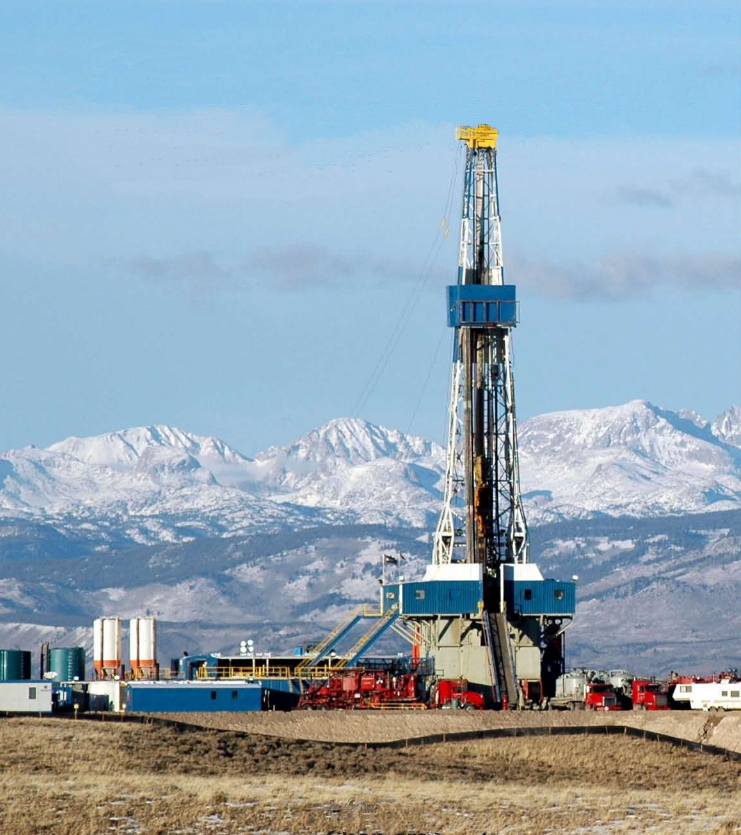
Бурильні установки для видобування природного газу на захід від гірського пасма Вінд Рівер (Wind River Range) в скелях Вайомінгу

Покинуті шахти з їх шахтними відвалами та токсичними відходами висіюють пейзажі Скелястих гір. Для прикладу, вісімдесят років глибинного видобутку цинку забруднили річку та її береги біля Ігл-Рівер в північно-центральній частині штату Колорадо. Високі концентрації металу виносилися навесні талими водами в річку, завдаючи шкоди популяціям водоростей, мохів та форелі. Економічний аналіз ефекту видобутку на цьому місці показав зниження вартості нерухомості, погіршення якості води та втрату рекреаційних можливостей. Аналіз також показав, що очищення річки може принести $ 2,3 млн додаткових доходів від туристів та відпочивальників. У 1983 році колишньому власнику цинкового рудника був пред'явлений позов генерального прокурора штату Колорадо на суму 4,8 млн дол. США для фінансування очищувальних робіт; вже через п'ять років, в регіоні відбулося значне покращення екології.
Сільське і лісове господарство є основними галузями промисловості. Сільське господарство включає посушливі та зрошувані землі для вирощування сільськогосподарських культур та випасання худоби. Худобу часто переміщають між високогірними пасовищами влітку та низинними — взимку, практика, що відома під назвою відгінне тваринництво.
Населення не є дуже щільним у Скелястих горах, з середнім значенням чотири людини на квадратний кілометр (10 осіб на квадратну милю), та кількома містами з населенням понад 50 000 осіб. Проте населення швидко зростало в Скелястих горах держав у період між 1950 і 1990 роками. 40-річний приріст населення різних штатів коливається в діапазоні від 35 % в Монтані до приблизно 150 % в Юті та Колорадо. Населення низки гірських міст і громад подвоїлося за останні 40 років. Джексон Хоул у штаті Вайомінг, наприклад, збільшився на 260 %, з 1244 до 4472 жителів за 40 років.

## Туризм

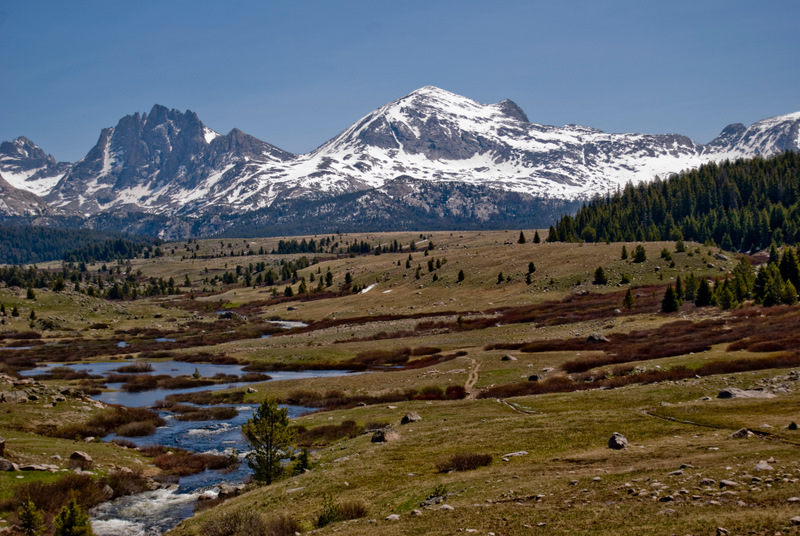
Вигляд через долину Бонневілль (Bonneville) на гору Бонневіль та пік Рейд Raid Peak пасма Вінд-Ривер Wind River Range.

Щороку мальовничі райони та рекреаційні можливості Скелястих гір приваблюють мільйони туристів. Основною мовою в Скелястих горах є англійська, але зустрічаються також носії іспанської мови та мови корінних американців. Французька є офіційною мовою в національних парках Канади.
Люди з усього світу приїздять сюди, щоб ходити в походи, зупинитися в таборах, або займатися гірськими видами спорту. У літній сезон, найпопулярнішими туристичними об'єктами є:
У Сполучених Штатах:
- Пік Пайкс
- Роял Ґордж (англ. Royal Gorge[en])

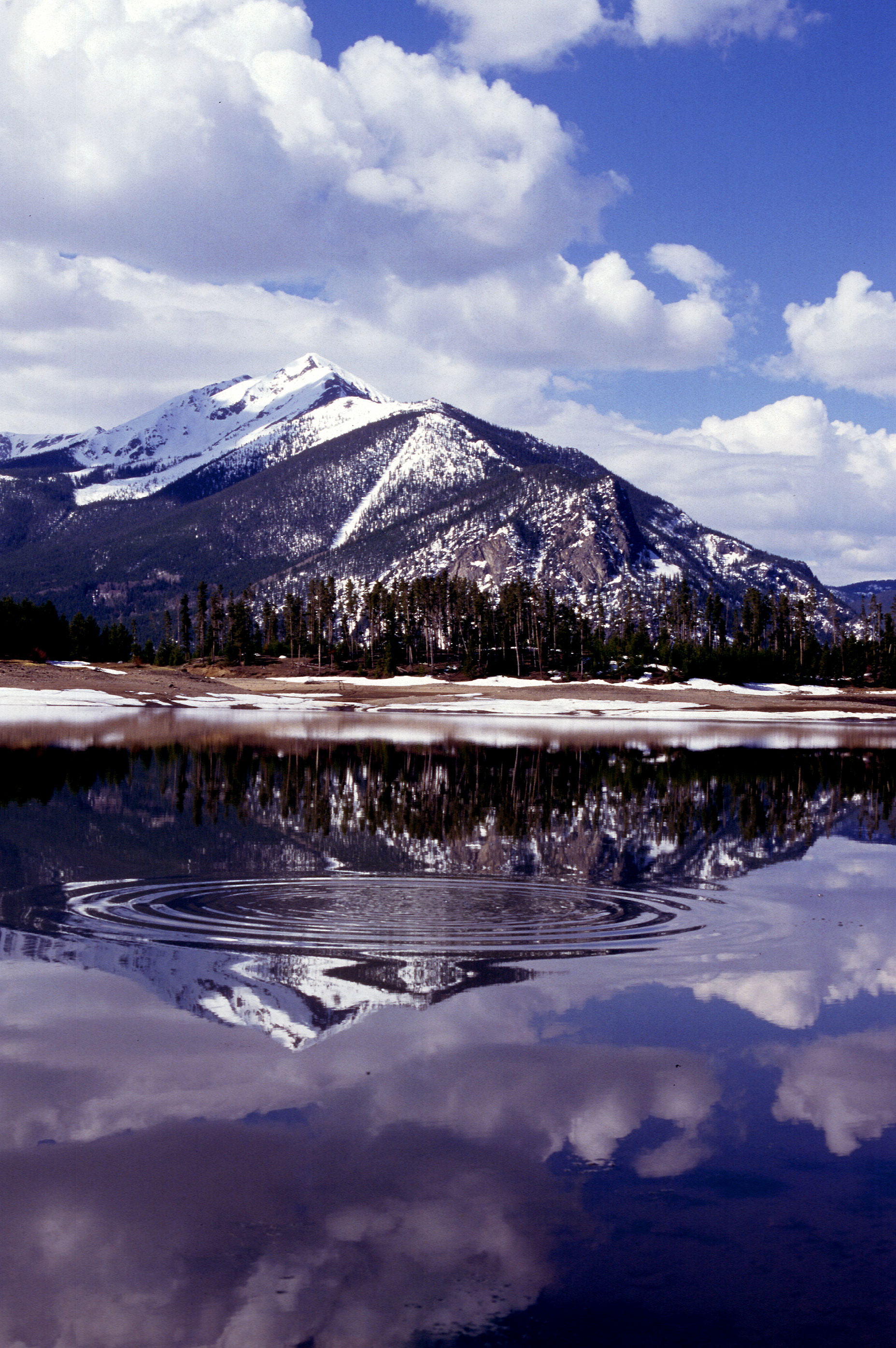
Талі води заповнюють водосховище в Скелястих горах поблизу Діллона, штат Колорадо.

- Національний парк Рокі-Маунтін (англ. Rocky Mountain National Park)
- Єллоустонський національний парк
- Національний парк Ґранд Тітон (англ. Grand Teton National Park[en])
- Національний парк Глейшер
- Національна зона відпочинку Зуб Пили (англ. Sawtooth National Recreation Area[en])

У Канаді, гірський масив Скелясті Гори містить такі національні парки:
- Національний парк Банф
- Національний парк Джаспер
- Національний парк Кутенай
- Національний парк Озер Ватертона
- Національний парк Його

Парки Глейшер у штаті Монтана та Вотертон-Лейкс в Альберті межують один з одним і разом відомі як Міжнародний парк миру Вотертон-Глейшер. (Див. також Міжнародний парк миру).)
Взимку головною розвагою та привабливою силою є катання на лижах. Перелік основних гірськолижних курортів можна знайти у Списку американських гірськолижних курортів Скелястих гір.
У суміжних Колумбійських горах в Британській Колумбії знаходяться основні курорти, такі як Ферні (англ. Fernie Alpine Resort), Панорама (англ. Panorama Mountain Village) та Кікінг Горс (англ. Kicking Horse Resort), а також Національний парк «Гора Ревельсток» і Ґлешерський національний парк.
Є безліч провінційних парків в Скелястих горах Британської Колумбії, найбільшими та найпомітнішими з яких є провінційний парк Гора Ассінібойн (англ. Mount Assiniboine Provincial Park), провінційний парк Гора Робсон (англ. Mount Robson Provincial Park), провінційний парк Північні Скелясті гори (англ. Northern Rocky Mountains Provincial Park), провінційний парк Квадаха Вілдернесс (англ. Kwadacha Wilderness Provincial Park), провінційний парк Кам'яна гора (англ. Stone Mountain Provincial Park) та провінційний парк Озеро Мунхо (англ. Muncho Lake Provincial Park).